# Belait (langue)
Pour l’article homonyme, voir Belait (district).
Le belait est une langue austronésienne parlée au Brunéi, dans les districts de Belait et Tutong. La langue appartient à la branche malayo-polynésienne des langues austronésiennes.

## Classification
Le belait est une des langues kiput. Celles-ci sont classées par Blust dans les langues bas-baram, un sous-groupe des langues sarawak du Nord. Ces dernières sont rattachées aux langues bornéo du Nord, un des groupes du malayo-polynésien occidental.

## Dialectes
Le belait compte plusieurs dialectes dans les districts de Belait et de Tutong. Les locuteurs désignent la langue par le nom de tau’ kitah, c’est-à-dire « notre parler ». Cependant, la langue n'est plus que rarement transmise aux jeunes générations.

## Phonologie
Les tableaux présentent la phonologie du belait.

### Voyelles
|         | Antérieure | Centrale | Postérieure |
| ------- | ---------- | -------- | ----------- |
| Fermée  | i [i]      |          | u [u]       |
| Moyenne | e [e]      |          | o [o]       |
| Ouverte |            | a [a]    |             |

### Consonnes
|              |              | Bilabiales | Alvéolaires | Dorsales  | Dorsales | Dorsales | Glottales |
| ------------ | ------------ | ---------- | ----------- | --------- | -------- | -------- | --------- |
| Palatales    | Vélaires     | Bilabiales | Alvéolaires | Uvulaires |          |          | Glottales |
| Occlusives   | Sourde       | p [p]      | t [t]       | c [c]     | k [k]    |          | ’ [ʔ]     |
| Occlusives   | Sonore       | b [b]      | d [d]       | j [ɟ]     | g [g]    |          |           |
| Fricative    | Fricative    |            | s [s]       |           |          | r [ʁ]    | h [h]     |
| Nasale       | Nasale       | m [m]      | n [n]       | ny [ɲ]    | ng [ŋ]   |          |           |
| liquide      | liquide      |            | l [l]       |           |          |          |           |
| Semi-voyelle | Semi-voyelle | w [w]      |             | y [j]     |          |          |           |

## Sources
- (en) Clynes, Adrian, Belait, The Austronesian Languages of Asia and Madagascar, pp. 429-455, Routledge Language Family Series, Londres, Routledge, 2005,  (ISBN 0-7007-1286-0)